# Rive della Senna a Parigi
Sulle rive della Senna a Parigi si possono contemplare alcuni dei monumenti più famosi della capitale francese, dalla Torre Eiffel a Notre-Dame passando per Place de la Concorde, ma anche gli storici ponti che le collegano. Entrambe le sponde sono state iscritte nella lista UNESCO come Patrimonio dell'umanità dal 1991.

## Storia
Le prime banchine furono costruite all'inizio del XIV secolo. La prima fu il Quai des Grands-Augustins, nel 1312, mentre il Quai de la Mégisserie venne costruito nel 1369.
Il Pont Neuf è stato costruito dal 1578 al 1607. Nel 1753, la creazione di Place Louis-XV, l'attuale Place de la Concorde, fu simultanea a quella delle banchine su entrambe le rive. Le case che si trovavano proprio in riva al fiume vennero demolite, nonostante l'opposizione della popolazione. Lo spazio così liberato consentì la costruzione di banchine alte. Nel 1870 erano 15 i ponti che attraversavano la Senna. Le banchine basse vennero quindi adattate al traffico fluviale e furono sviluppate le alzaie. Le rive della Senna furono la sede delle Esposizioni Universali organizzate dal 1855 al 1900 a Parigi.
Nel XX secolo, il traffico stradale si è esteso fino alle rive. La prima superstrada è stata costruita sulla riva destra tra il 1961 e il 1967 (denominata Voie Georges-Pompidou nel 1977). Sulla sponda opposta, un tratto più breve, denominato Voie express rive gauche, 2 km, è stato aperto tra il quai Anatole-France e il quai Branly. Questo percorso è stato il primo elemento di un progetto di superstrada della rive gauche abbandonato nel 1974 dopo l'elezione del presidente Valéry Giscard d'Estaing, a seguito dell'opposizione delle associazioni di protezione ambientale. Diverse parti delle banchine della sponda inferiore sinistra della rive gauche sono quindi rimaste aperte ai pedoni, come il Quai Saint-Bernard e il Quai de Conti.
La superstrada della riva sinistra è stata chiusa al traffico automobilistico il 28 gennaio 2013, per lo sviluppo di uno spazio destinato al tempo libero denominato Promenade des Berges-de-la-Seine-André-Gorz. Anche la parte del percorso Georges-Pompidou, dal porto dell'Arsenal al tunnel delle Tuileries è stata chiusa dall'estate 2016 al traffico motorizzato e riservata alle passeggiate, al tempo libero e al traffico leggero. Queste due sezioni chiuse al traffico automobilistico sono state unite sotto il nome di Parc Rives-de-Seine inaugurato il 2 aprile 2017.

## Le due sponde: quartieri e monumenti
La Senna che scorre a ovest verso il suo estuario in Normandia, divide la città di Parigi in due parti distinte: riva destra e riva sinistra. Le due denominazioni coprono tutti gli arrondissement della città su entrambi i lati del fiume. Tuttavia, l'elenco del Patrimonio Mondiale riguarda solo le rive e i monumenti ivi costruiti.
Le espressioni "rive droite" e "rive gauche" indica anche, più che una posizione geografica, uno "stile di vita": la riva destra è considerata più sofisticata e conservatrice, e la riva sinistra più artistica e bohémien.

### Riva sinistra, parte meridionale
I seguenti arrondissement confinano con la riva sinistra (parte meridionale della città): XIII, V, VI, VII, XV (Île aux Cygnes appartiene al XV arrondissement). Il XIV si trova sulla riva sinistra ma non confina con la Senna.
Su questa sponda sono visibili il quartiere di Parigi Rive Gauche, la Biblioteca nazionale di Francia, la Città della moda e del design, la stazione di Austerlitz, il Jardin des Plantes, il campus Jussieu, l'Istituto del mondo arabo, l'Hôtel de la Monnaie, l'Institut de France, il Musée d'Orsay (ex stazione d'Orsay ristrutturata per diventare un museo), il Palais Bourbon, il Ministero degli Affari Esteri, l'Hôtel des Invalides, il Musée du quai Branly, la Torre Eiffel, il Front de Seine e il parco André-Citroën.

### Riva destra, parte settentrionale
I seguenti arrondissement confinano con la riva destra (parte settentrionale della città): XII, IV, I, VIII, XVI (Île Saint-Louis e Île de la Cité appartengono al IV e I). Gli arrondissement II, III, IX, X, XI, XVII, XVIII, XIX e XX si trovano sul lato destro ma non lungo la Senna).

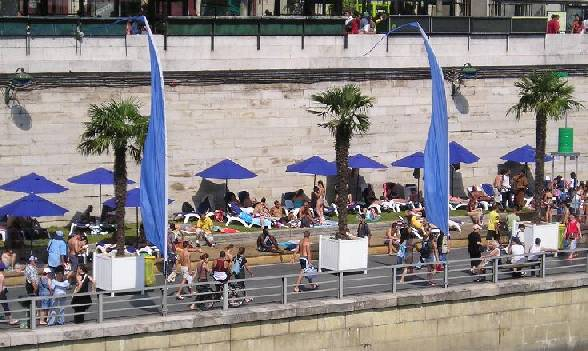
Spiagge di Parigi.

Su questa sponda sono visibili il Parc de Bercy, il Palais omnisports de Paris-Bercy, il Ministero delle Finanze, la Gare de Lyon, l'Istituto medico-legale, la Prefettura di Parigi, l'Hôtel de Ville, entrambi i teatri di Place du Châtelet, la Samaritaine, il Palazzo del Louvre, il Giardino delle Tuileries, la Place de la Concorde, il Petit e il Grand Palais, il Palais de Tokyo, il Palais de Chaillot e la Maison de Radio France.
Ogni anno dal 2002, tra luglio e agosto, la riva destra viene decorata con palme per una lunghezza di 3,5 km vicino al municipio per il progetto estivo Paris Plages. Dall'estate del 2016, questa parte delle banchine basse del centro è stata chiusa definitivamente al traffico motorizzato.

## Vegetazione sulle rive della Senna a Parigi
Gli alberi piantati sulle rive sono principalmente platani, pioppi italiani, pioppi e qualche salice.

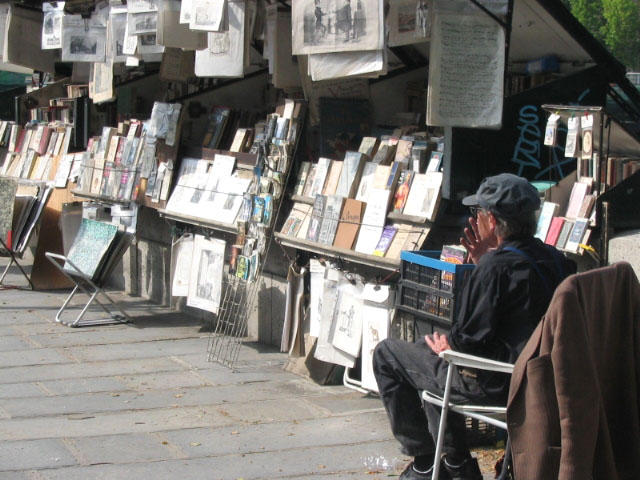
Il chiosco di un libraio.

## I librai
I librai (Bouquinistes) sono diventati parte integrante delle rive della Senna a Parigi. I loro piccoli chioschi verdi, che offrono principalmente libri rari o antichi, sono tra i luoghi più fotografati della città. Il primo apparve sul Quai Voltaire nel 1891. Ogni venditore è autorizzato ad utilizzare 8,2 metri di parapetto. In totale sono 245.
Nel 2019 i Bouquinistes sono stati iscritti nell'Inventaire du patrimoine culturel immatériel en France, promosso dall'UNESCO.

## Bene protetto dall'UNESCO
Il perimetro iscritto nel 1991 nella lista UNESCO del Patrimonio mondiale dell'umanità corrisponde alla porzione di Senna tra il Pont de Sully e il Pont d'Iéna (e fino al ponte Bir-Hakeim per la riva sinistra). Coprendo 365 ettari, comprende quindi 23 dei 37 ponti di Parigi sulla Senna e le isole Saint-Louis e Cité nella loro interezza.

Rive della Senna